# 拉尔夫·阿尔弗
拉尔夫·阿舍·阿尔弗（英語：Ralph Asher Alpher，1921年2月3日—2007年8月12日），美国犹太裔物理学家、天文学家。

## 生平
阿尔弗在少年时期就表现出了极高的天分。阿尔弗在乔治·华盛顿大学获得学士学位，并在那里结识了旅美的俄裔物理学家乔治·伽莫夫。阿尔弗1948年与乔治·伽莫夫、汉斯·贝特一起发表了大爆炸元素合成的理论，即αβγ理论。汉斯·贝特实际并没有在其中做出工作，只是在伽莫夫的建议下署了名，这样三人的名字凑成了前三个希腊字母的发音。1948年阿尔弗还与伽莫夫一道预言了宇宙背景辐射的存在，然而当时这项预言并没有引起人们关注，直到1964年彭齐亚斯和威尔逊偶然发现了微波背景辐射，证实了他们的预言。1993年，阿尔弗与他当年的合作者罗伯特·赫尔曼一起获得了亨利·德雷伯獎章。

## 主要著作
- R.A.Alpher,H.Bethe,G.Gamow,The Origin of Chemical Elements,Phys.Rev.73,803-804(1948)
- Ralph A.Alpher,Robert C.Herman,Remarks on the Evolution of the Expanding Universe,Phys.Rev.75,1089-1095(1949)

## 参阅
- 大爆炸理论
- αβγ理论
- 微波背景辐射
- 乔治·伽莫夫
- 罗伯特·赫尔曼

## 外部連結
- light-science.com